# Ingalavallei

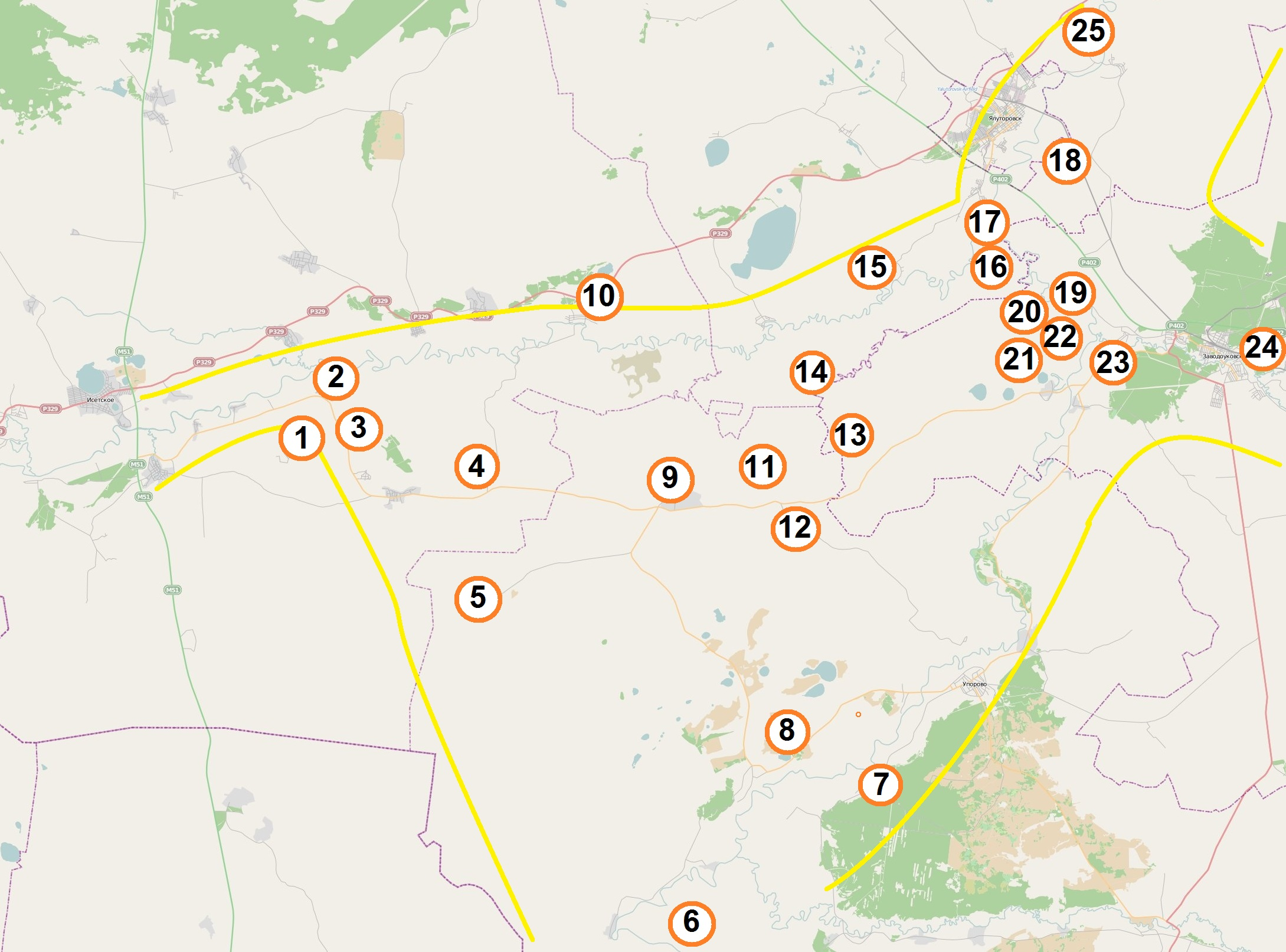
1 - Marino oesjtsjelje
2 - Krasnopolski archeotop (Chripoenovski mogilnik, Lizoenovo gorodisjtsje)
3 - Kolovski
4 - Verchne-Ingalski Borok
5 - Lipichinskoje
6 - Borovoesjki
7 - Skorodoem
8 - Tjoetrinski mogilnik
9 - Ingalinskoje
10 - Slobodo-Besjkilskoje gorodisjtsje
11 - Nizjneingalinskoje
12 - Poesjkarjovo
13 - Ak-Pasj
14 - Sazyk
15 - Sosnovka
16 - Ostrov
17 - Boezan
18 - Imbirjaj
19 - Oestjoeg
20 - Sjtsjetkovo
21 - Staro-Lybajevo
22 - Dvoechozjornoje
23 - Giljova
24 - Oek
25 - Chochlovski koergan

De Ingalavallei is een archeologisch gebied in het interfluviaal van de Tobol en Iset, grotendeels in het zuiden van de Oblast Tjoemen. Het omvat 177 grafheuvels. 55 archeologische sites van federale betekenis en 5 regionale natuurmonumenten.
Op het grondgebied van de vallei zijn er sites uit het mesolithicum (8e - 7e millennium v.Chr.) tot de middeleeuwen (14e eeuw), inclusief de oude Indo-Europese Andronovocultuur, de Oegrische Sargatcultuur en de Turkse Bakalcultuur. Sommige artefacten worden in de Hermitage bewaard als de Siberische collectie van Peter I, andere maakten deel uit van de beroemde verloren gegane privécollectie van Nicolaes Witsen.

## Beschrijving

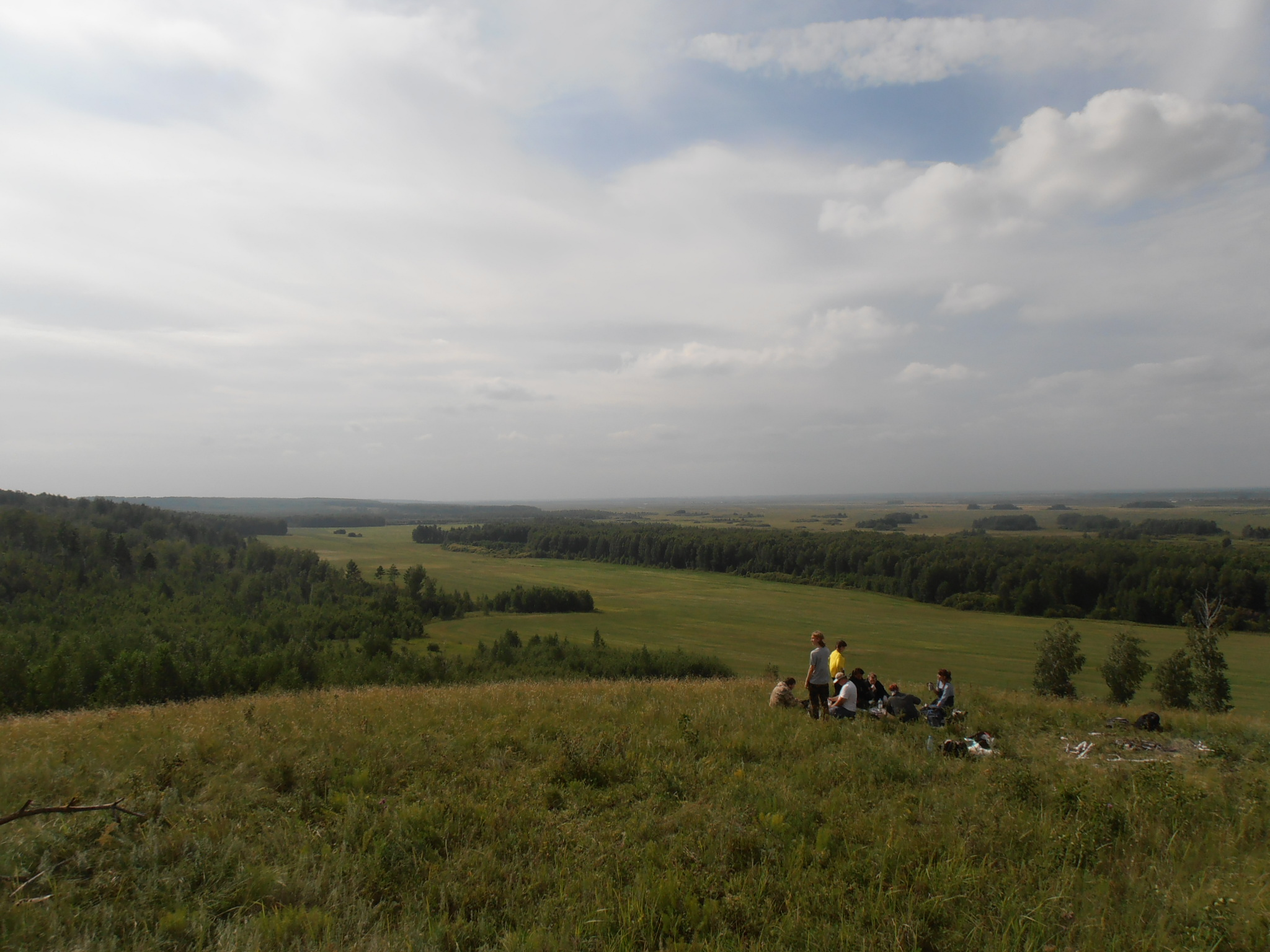
uitzicht vanaf het hoge terras van Iset

De Ingalavallei ligt 75 km ten zuiden van Tjoemen, aan de monding van de Iset. Op deze plaats komen de grenzen van de districten Isetski, Jaloetorovski, Zavodooekovski en Oeporovski van de regio Tjoemen samen. Het kreeg zijn naam in 1994 van het meest voorkomende toponiem hier, in het Siberisch-Tataars betekent het riet.
De vallei heeft een oppervlakte van ongeveer 1.500 km² en werd gevormd als gevolg van de samenvloeiing van de Iset en Tobol. Het heeft de vorm van een trapezium met de bovenkant naar het noordoosten gericht. De lengte in noord-zuidrichting is ongeveer 55 km, langs de west-oost-as van 20 tot 45 km. Het reliëf lijkt op een depressie, die vanuit het noorden wordt begrensd door het hoge Iset-terras en vanuit het oosten door het Tobol-terras. De zijrivieren van de Iset, de rivieren Borovaja Ingala en Bolsjaja Ingala, stromen door het centrale deel van de vallei.

## Geschiedenis van het onderzoek

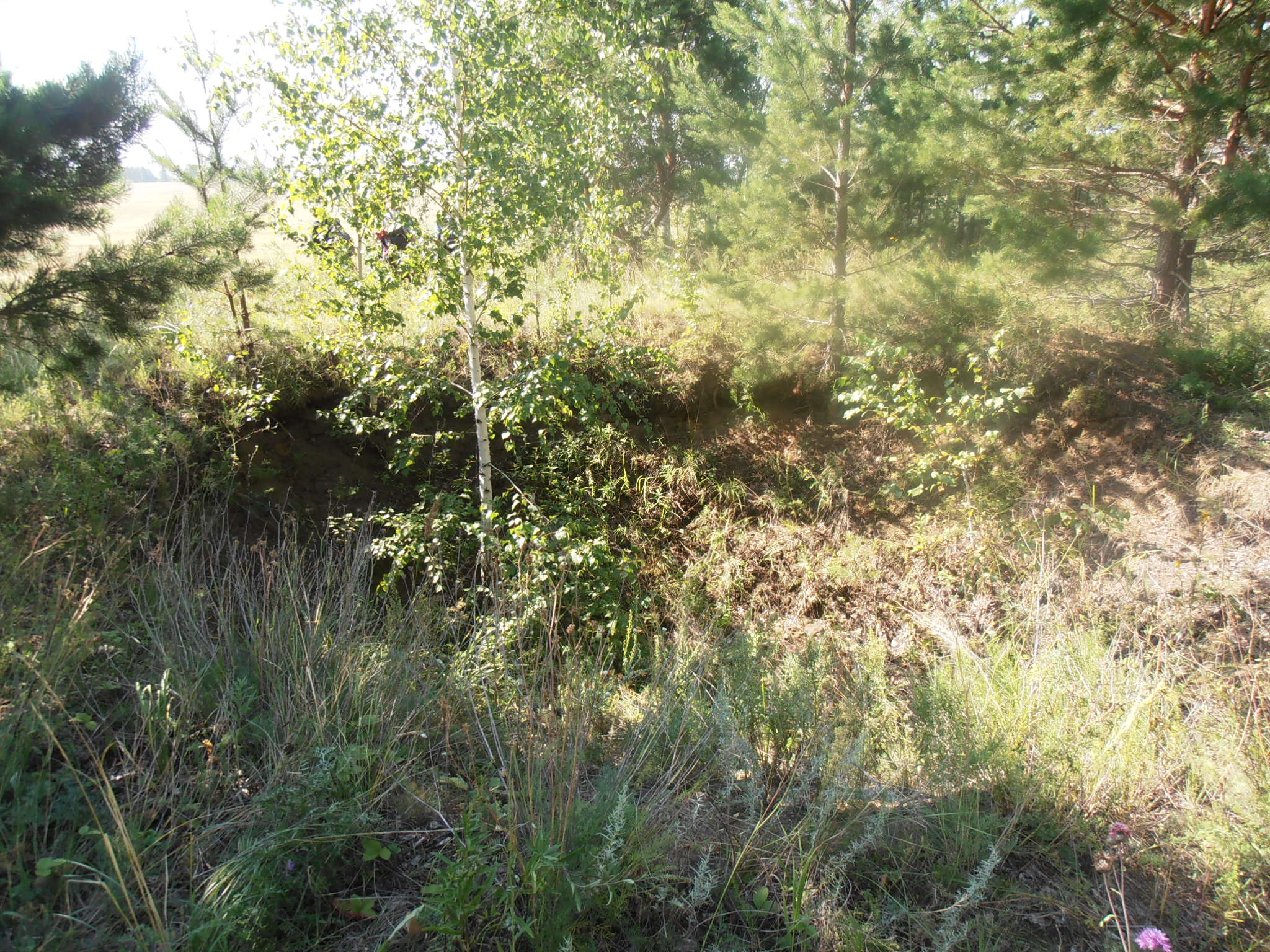
door grafrovers achtergelaten kuil op de begraafplaats van Chripoenovo

De eerste ontdekkers van de vallei waren de zogenaamde boegrovsjtsjiki, dat wil zeggen grafrovers. In 1669 informeerde de gouverneur van de Tobolsk-rang, Pjotr Ivanovitsj Godoenov, tsaar Alexis dat gouden en zilveren voorwerpen werden verwijderd uit de Tataarse graven in de Iset-regio. Als resultaat van de activiteiten van de boegrovsjtsjiki gingen de meeste schatten uit de Siberische grafheuvels voor altijd verloren.
In 1712 begon de commandant van Sjadrinsk, Vasili Aleksejevitsj Mesjtsjerski, namens de Siberische gouverneur, Matvej Gregorovitsj Gagarin, met het uitgraven van grafheuvels om gouden, zilveren en koperen voorwerpen te verkrijgen en hiermee de staatskas aan te vullen. In de periode 1715-1717 stuurde de gouverneur vier zendingen Siberische schatten naar Peter I. De 250 gouden voorwerpen die Gagarin stuurde, werden bekend als de Siberische collectie van Peter de Grote, die nu is gehuisvest in de Hermitage.
Een deel van de door de boegrovsjtsjiki gedolven schatten belandde in particuliere collecties in het buitenland. De bekendste daarvan was de verzameling van de Amsterdamse burgemeester Nicolaes Witsen, waarvan de samenstelling alleen bekend is uit afbeeldingen in de derde editie van zijn boek Noord en Oost Tartarye (1785), terwijl de verzameling zelf na 1717 verdween. 
Onder de wetenschappers was Daniel Messerschmidt de eerste die kennis maakte met de vondsten, wiens expeditie naar de Siberische provincie plaatsvond in 1719-1727. Gerhardt Miller, die Siberië in 1733-1743 samen met de Tweede Kamtsjatka-expeditie bezocht, merkte op dat de boegrovsjtsjiki ophielden als gevolg van de volledige plundering van de heuvels. Peter Simon Pallas beschreef, als onderdeel van de Academische Expeditie van 1768-1774, de grafheuvels van Tjoetrinski, Savinovski en Pestsjanny-I. In 1861 publiceerde Nikolaj Abramov informatie over de heuvels en nederzettingen van de districten Jaloetorovski, Tjoemen en Koergan. In 1890 publiceerde Ivan Slovtsov een lijst van grafheuvels en oude walburchten in het gouvernement Tobolsk, inclusief informatie over de begraafplaatsen Krasnogorski-I en Krasnogorski borok, de nederzettingen Zmejevo en Lizoenovo (Krasnogorskoje). In 1893 ontdekte Axel Heikel tijdens het opgraven van heuvels nabij Jaloetorovsk voor het eerst graven die later werden toegeschreven aan de Andronovocultuur.
De hervatting van het onderzoek naar de vallei in 1959 was verbonden met Pavel Kozjin. Sinds 1962 werkte er een expeditie van de Staatsuniversiteit van de Oeral (V.N. Frolov, T.G. Gasjeva, V.T. Joerovskaja (Kovaljova), T.G. Boesjoejeva, B.B. Ovtsjinnikov). In de jaren zeventig en tachtig werden verkenningswerkzaamheden uitgevoerd door Vladislav Aleksandrovitsj Mogilnikov van het Instituut voor Archeologie van de USSR Academie van Wetenschappen, N.P. Matvejeva, Aleksandr Matvejev en I.V. Oesatsjeva (Zjilina) van de Staatsuniversiteit van Tjoemen, en A.S. Sergejev van het Instituut voor Geschiedenis en Archeologie van de Oeral-afdeling van de Academie van Wetenschappen der USSR.
In 1994 beschreef Matvejev de natuurlijke grenzen van de vallei, waardoor het voor het eerst als één enkel archeologisch complex werd beschouwd. Het jaar daarop begon de West-Siberische archeologische expeditie van het Instituut voor Ontwikkelingsproblemen van de Noord-Siberische Tak van de Russische Academie van Wetenschappen met zoekwerkzaamheden. Bij besluit van de president van de Russische Federatie Boris Jeltsin, gedateerd 20 februari 1995 nr. 176, werden veel sites van de Ingalavallei geclassificeerd als cultureel erfgoed van federale betekenis. In de periode 1995 - 2003 werden 300 nieuwe sites ontdekt.

## Periodisering van de cultuurlagen

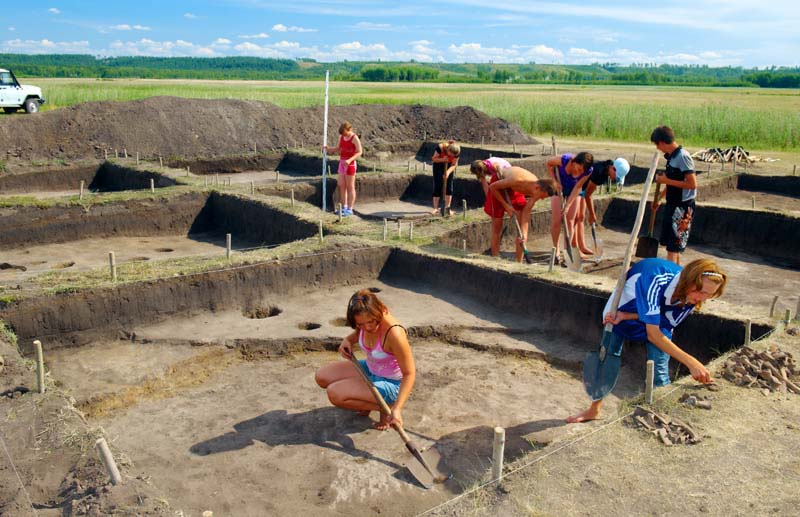
archeologen aan het werk

In het eerste decennum van de 20e eeuw waren er 549 archeologische vindplaatsen op het grondgebied van de Ingalavallei bekend, waarvan de oudste uit het mesolithicum dateren.

### Steentijd

#### Mesolithicum
De mesolithische periode wordt in de Ingalavallei vertegenwoordigd door vroege cultuurlagen van de archeologische vindplaats Ostrov-II. Door het gebrek aan C14-dateringen kon de exacte ouderdom van de vondsten niet worden bepaald. Naar analogie met andere mesolithische vindplaatsen in het zuiden van de oblast Tjoemen (Katenka en Zvjozdny) werd het chronologische raamwerk van de oudste vondsten in de Ingalavallei beperkt tot het 8e - 7e millennium v.Chr.

#### Neolithicum
37 met het neolithicum geassocieerde sites werden geïdentificeerd tijdens opgravingen van de nederzetting Dvoechozjornoje-I, het rituele complex Ostrov-II en de begraafplaats Staro-Lybajevo-IV. Hiervan behoren er 6 tot de Kosjkinocultuur, 12 tot de Sosnovka-Ostrovcultuur, 11 tot de Boborykinocultuur, 3 tot de Poloedencultuur en 5 hebben geen betrouwbare culturele toeschrijving.
Volgens E.N. Volkov moest Kosjkino als de vroegste neolithische cultuur van de Ingalavallei worden beschouwd (midden 6e  - eind 5e millennium v.Chr.), gevolgd door Sosnovka-Ostrov (midden 5e  - 4e millennium v.Chr.). De Boborykinocultuur (laatste deel 5e - laatste deel 4e millennium v.Chr.) bestond naast de Kosjkino- en Sosnovka-ostrovcultuur. De Poloeden-sites zijn gering in aantal, en functioneerden misschien in een tijd dat de omliggende gebieden leeg waren.

### Kopertijd
De kopertijd wordt vertegenwoordigd door 54 sites, waarvan 28 tot de Lybajevocultuur behoren, 12 tot de Andrejevocultuur en 14 geen betrouwbare toeschrijving hebben gekregen.
Het vroege kopertijd (Boezan-fase van de Lybajevocultuur) wordt geïdentificeerd met artefacten uit de Boezan-III-begraafplaats (3190 v.Chr. ± 60 jaar), de Sazyk-IX-nederzettingen (3150 v.Chr. ± 60 jaar) en Lipichinskoje-V.
Het meest opvallende artefact van de begraafplaats Boezan-III is de in 1996 ontdekte overblijfselen van een houten begrafenisboot van meer dan 5 lang, de oudste gevonden in Noord-Eurazië. Qua ouderdom is de vondst vergelijkbaar met de opkomst van het Egyptische hiërogliefenschrift (3200-3100 v.Chr.). Een exacte kopie van de boot bevindt zich nu in de archeologische galerij van de Jaloetorovski-ostrog.

In het eerste derde deel tot het einde van het 3e millennium v.Chr. drongen dragers van de Andrejevocultuur vanuit de cultuurhistorische provincie Toerin de vallei binnen. De Lybajevo- en Andrejevoculturen ontwikkelden zich synchroon. E.N. Volkov stelde voor om deze fase te beschouwen als de Dvoechozjornoje-fase van de ontwikkeling van de Lybajevocultuur (vertegenwoordigd door artefacten van de nederzettingen Dvoechozjornoje-I, Nizjneingalskoje-IIIa, Ostrov-IIa en Verchne-Ingalski Borok-II).

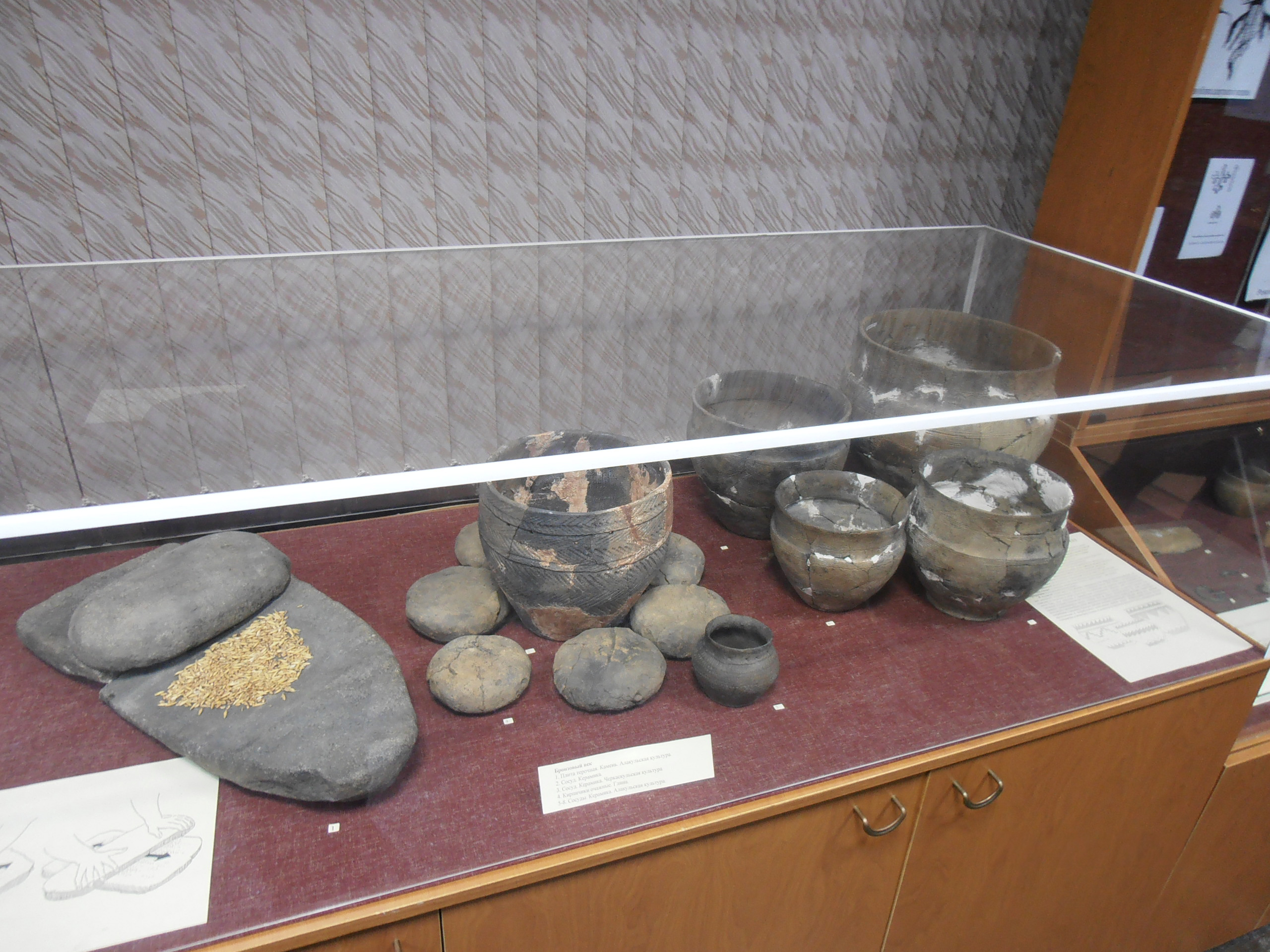
artefacten uit de bronstijd; Museum voor Archeologie en Etnografie van de Staatsuniversiteit van Tjoemen

### Bronstijd

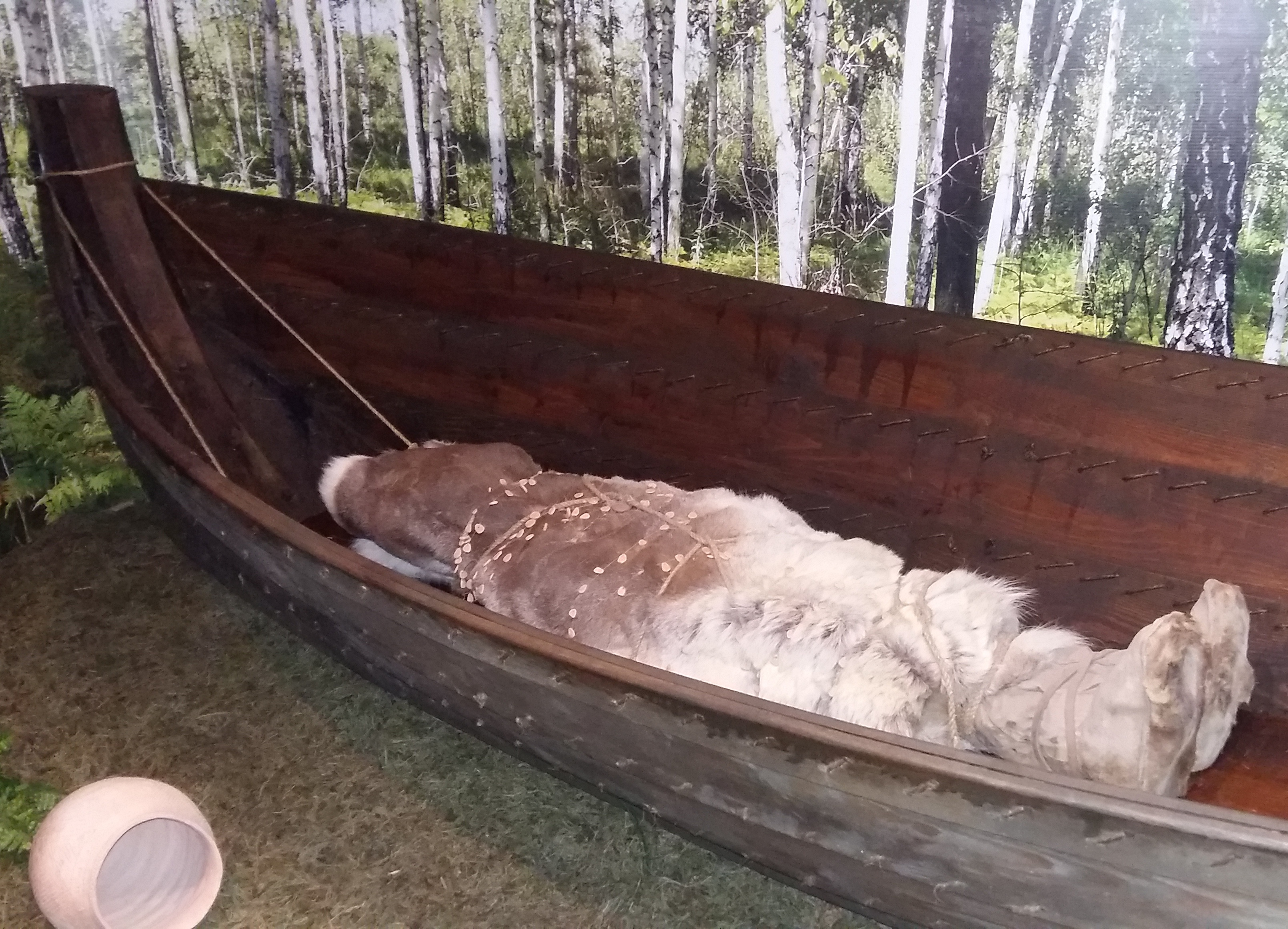
een kopie van de begrafenisboot van de begraafplaats Boezan-III

De bronstijd in de vallei werd verdeeld in 3 fasen. De vroege bronstijd (eind 22e / begin 21e eeuw v.Chr. - midden 18e eeuw v.Chr.) wordt vertegenwoordigd door zeven nederzettingen van de Tasjkovocultuur (voortzetting van de Andrejevo) en twee sites van de Imbirjajcultuur.
Het Andronovo-stadium wordt vertegenwoordigd door 13 sites (4 elk uit de Alakoel- en Fjodorovocultuur, 5 uit de Tsjerkaskoelcultuur). De sporen van Alakoel-mensen die in 1893 door Heikel in het Jaloetorovsk-gebied werden ontdekt, werden beschouwd als bewijs van een toevallige inval van de Alakoel-mensen in het noorden, maar vondsten die aan het einde van de 20e eeuw werden gedaan in de nederzetting Oek-III nabij Zavodo-oekovsk en de Chripoenovo-begraafplaats nabij het dorp Krasnogorskoje dwongen de kwestie van de aanwezigheid van Andronovo-mensen in de Ingalavallei serieuzer te overwegen. Volgens Matvejev bestond de Alakoelcultuur uit de fasen van Tsjistolebjazj, Alakoel (ontwikkeld), Kamysjin (laat) en Amangeldin (overgang naar de Fjodorovocultuur). Hiervan zijn in de Ingalavallei sites van de midden (Chripoenovo-begraafplaats, de meest noordelijke van de Alakoel-necropolissen, nederzetting Nizjneingalinskoje-III) en late fase (de tweede groep begrafenissen van de Chripoenovo-begraafplaats, nederzetting Oek-III) fasen, die dateren uit het tweede kwart van de 18e eeuw - midden 16e eeuw v.Chr.) gevonden. Onderzoekers plaatsen de chronologie van de Fjodorovo-sites naar de midden.16e -  14e eeuw v.Chr., de Tsjerkaskoel tot de 13e - 11e eeuw v.Chr. 
De late bronstijd wordt vertegenwoordigd door 24 sites, waarvan 12 behoren tot de Pachomovocultuur, welke  gelijktijdig bestond met de Tsjerkaskoelcultuur, 7 tot de Barchatovocultuur, en nog eens 5 hebben geen zekere culturele toeschrijving. De chronologische grens van de Barchatovo-sites (de nederzetting Sjtsjetkovo-II en de versterkte nederzetting Kolovskoje) lag in het laatste kwart 11e - eind 8e eeuw v.Chr. Vanaf de late bronstijd begon de bouw van versterkte nederzettingen in de Ingalavallei, waarvan de vroegste Ak-Pasj-I was. De hoogste van de nederzettingen, Lizoenovo (Krasnogorskoje) in de Isetski-regio, met de studie waarvan de ontdekking van de Barchatovocultuur begon, bevond zich op een kaap met een bijna verticale helling van 45 m.

### Vroege ijzertijd

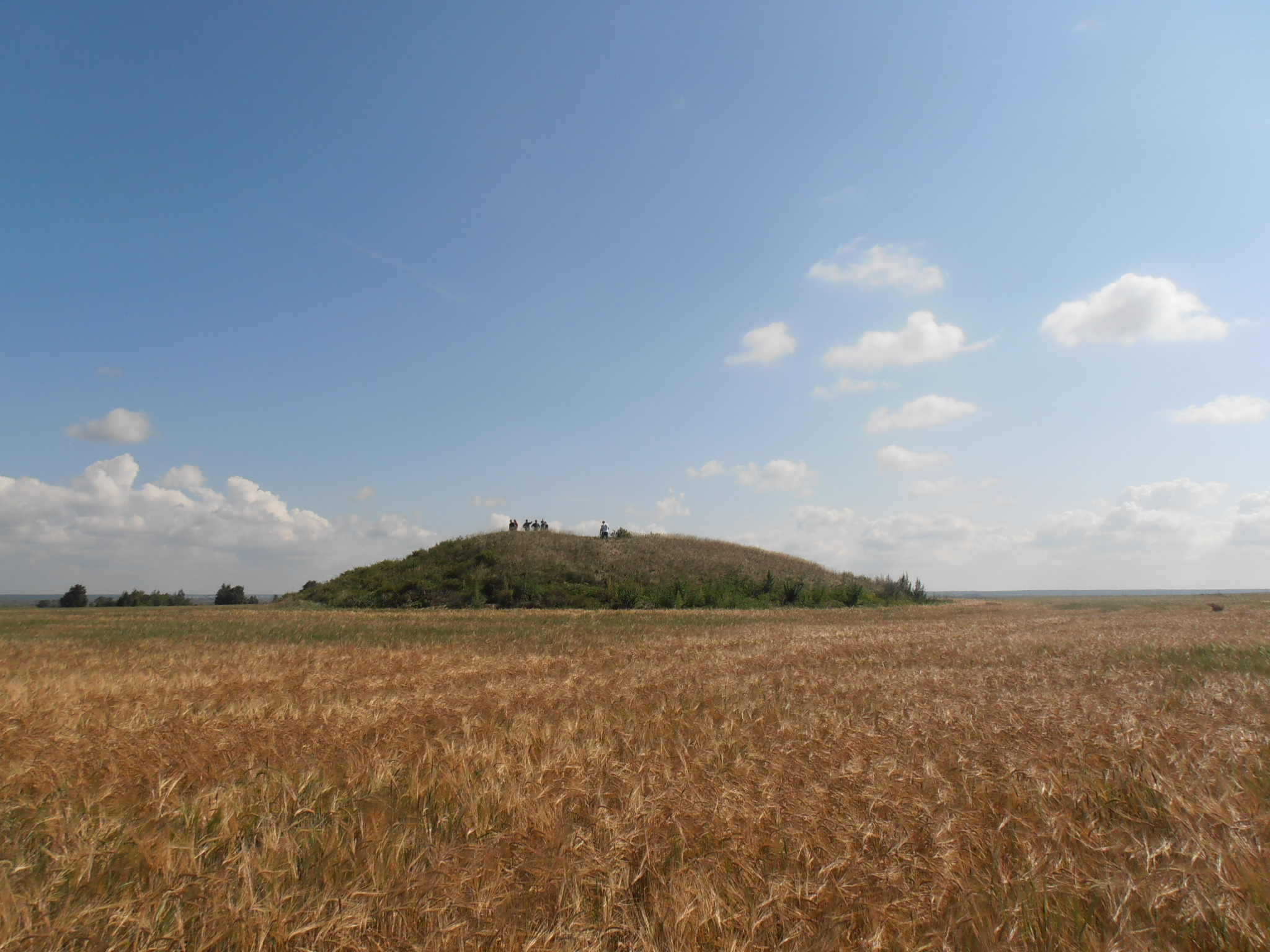
grafheuvel Krasnogorski-2 (district Isetski). Sargatcultuur. jaar 2014

De overgangstijd van de bronstijd naar de ijzertijd wordt in de Ingalavallei vertegenwoordigd door vier sites van de Itkoelcultuur (eind 8e - 5e eeuw v.Chr.) en drie sites zonder zekere culturele toeschrijving.

139 sites behoren tot de vroege ijzertijd, waarvan 30 tot de Bajtovocultuur, 16 tot de Gorochovocultuur, 55 tot de Sargatcultuur, 1 tot de Kasjinocultuur, en 37 hebben geen zekere culturele toeschrijving. De Bajtovo-stammen (7e - 5e eeuw v.Chr.), opvolgers van de Barchatovocultuur, bestonden naast de Itkoel- en Gorochovo-stammen en werden uiteindelijk verdrongen door de Sargat-stammen. De Gorochovo-populaties (ontstaan in de 7e eeuw v.Chr.) gingen niet onmiddellijk op in de Sargat-omgeving, maar bleven daarin bestaan tot de 3e eeuw v.Chr. Als het vroege stadium van de Sargatcultuur (5e - begin 3e eeuw v.Chr.) plaatsvond in coëxistentie met zijn buren, dan is dat in de 2e eeuw v.Chr. In de 5e eeuw hadden de Sargat geen rivalen meer in het hele Midden-Trans-Oeralgebied.

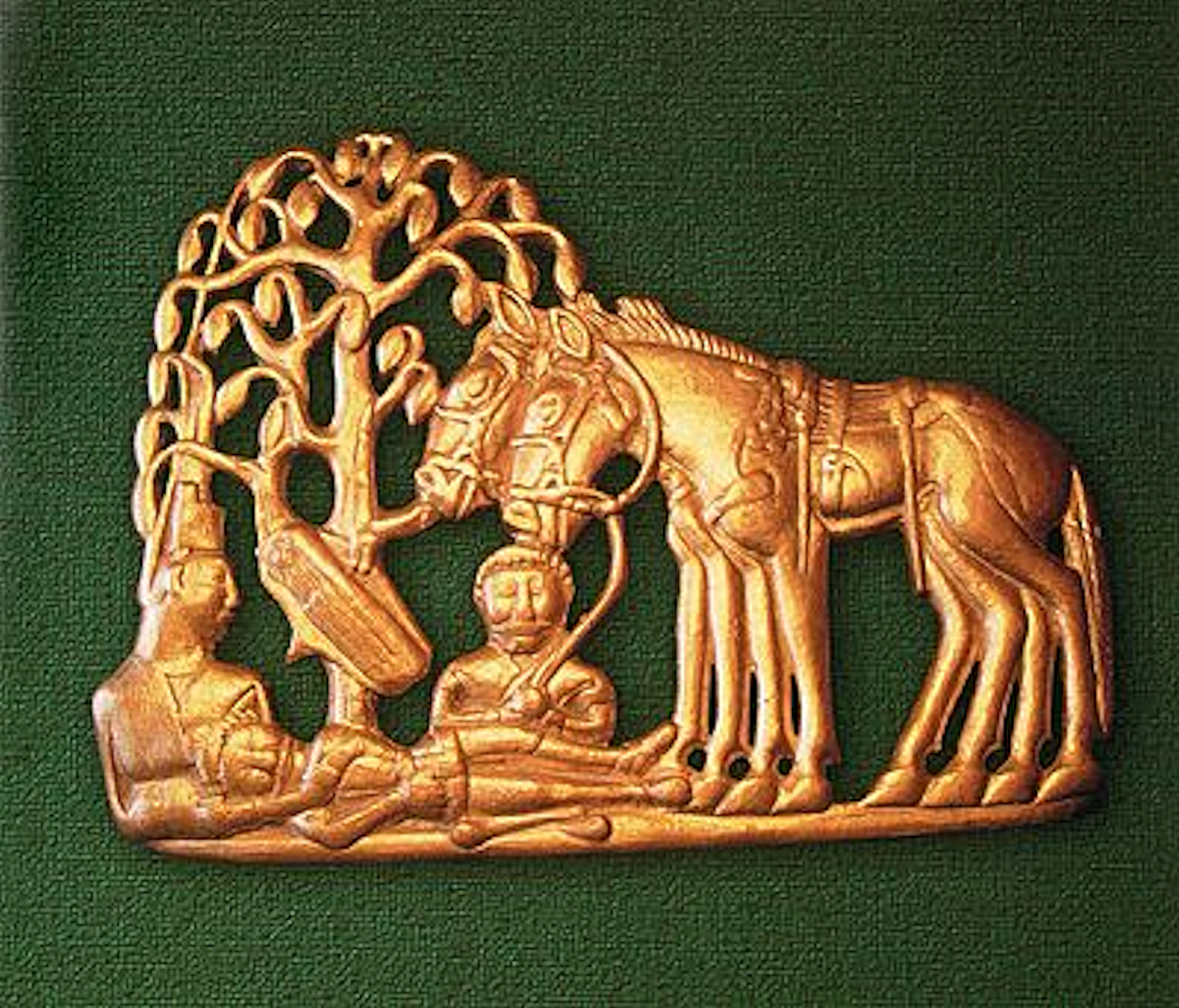
riemplaquette uit de Siberische collectie van Peter I

De meeste heuvelnecropolissen werden geassocieerd met de Sargat (en gedeeltelijk met de Bajtovo-stammen), waarvan het aantal 177 bereikt, en een diameter van individuele heuvels groter dan 60. Veel van de heuvels bevatten zeer kunstvolle artefacten van goud, zilver, edelstenen en talrijke sieraden uit de werkplaatsen van het oude Egypte, de Slavische staten in het noordelijke Zwarte Zeegebied en Centraal-Azië. Tijdens opgravingen van de Tjoetrina-begraafplaats nabij het dorp.Soe-erka in 1981 ontdekten N.P. en A.V. Matvejev kralen gemaakt van blauwe spinel, welke alleen wordt gedolven in Hindoestan, Sri Lanka en Borneo, evenals miniatuurkralen (lengte minder dan 2 cm) en een faience-amulet van Harpocrates (Hellenistische traditie van het afbeelden van de oude Egyptische god Horus). Volgens Matvejev kan de rijkdom aan begrafenissen uit het Sargat-tijdperk erop wijzen dat rond het begin van de jaartelling de vallei de begraafplaats was van vertegenwoordigers van een of meerdere vorstelijke families van de Sargat-stamvereniging. De bron van de rijkdom was de controle over de aanvoer van strategische goederen langs de Zijderoute.
De Sargat-nederzetting die in het Medny Borok-kanaal is ontdekt, beslaat een oppervlakte van 15,5 ha, waardoor het als stad kan worden geclassificeerd.

### Middeleeuwen
De middeleeuwen worden in de vallei vertegenwoordigd door 21 sites, waarvan er 7 behoren tot de Bakalcultuur (9e - 15e eeuw), 4 tot de Joedinocultuur (10e - 13e eeuw), en 10 geen culturele toeschrijving hebben gekregen. Het wordt algemeen aanvaard dat de Bakal- en Joedinoculturen naast elkaar hebben bestaan, maar het ontbreekt aan een eerdere datum voor de opkomst van de Bakalcultuur om de leemte van 300 jaar na de verdwijning van de Sargat in de 5e eeuw te vullen.